# Ivo Lambertini
Ivo Lambertini (Siracusa, 30 marzo 1909 – Firenze, 15 aprile 1990) è stato un architetto italiano.

## Biografia
Ivo Lambertini nasce a Siracusa da Ines Roli e Cesare Lambertini, due giovani di modeste condizioni, che dall'Emilia si trasferiscono in Sicilia per lavoro. Dopo qualche tempo la famiglia torna ad abitare a Marano sul Panaro, in provincia di Modena, dove Ivo studia all'Istituto tecnico industriale di Modena e dopo la licenza, nel 1924, si iscrive all'Istituto d'arte della stessa città. Nel 1926 vince il concorso nazionale fra gli allievi degli istituti d'arte, il cui premio è un viaggio a Parigi in occasione della grande mostra internazionale. Nel 1928 consegue la licenza e, da privatista, la maturità artistica al liceo artistico di Bologna; nello stesso anno ottiene l'abilitazione all'insegnamento del disegno. L'anno seguente si iscrive alla Facoltà di architettura di Firenze e si laurea nel 1934.
Nel 1935 supera l'esame di Stato per l'esercizio della professione e inizia l'attività sotto la guida ed in aiuto di Raffaello Brizzi, occupandosi di edilizia e urbanistica, mentre con Arnaldo Degli Innocenti e Alessandro Guerrera procede al primo rilievo esatto della cupola del Brunelleschi di Firenze e a studi sui sistemi costruttivi della medesima (1935). Con l'ingegnere Alessandro Giuntoli si occupa dei lavori di trasformazione e ammodernamento del Teatro Comunale di Firenze. Nel 1936 è assistente volontario alla cattedra di Raffaello Fagnoni di disegno architettonico e rilievo dei monumenti alla Facoltà di architettura di Firenze e l'anno seguente diviene assistente per l'urbanistica nella stessa facoltà. Nei due anni successivi, dal 1937 al 1939 ha l'incarico dell'insegnamento di architettura presso la Scuola d'arte di Pistoia, mentre già dal 1933 e fino al 1938 è direttore tecnico degli allestimenti scenici al Teatro Comunale di Firenze, del Maggio musicale fiorentino e degli spettacoli in Boboli, partecipa inoltre alla realizzazione degli allestimenti scenici per alcuni spettacoli al Teatro La Fenice di Venezia. Progetta la casa del fascio, poi scuola comunale, alla Lastra di Firenze, partecipa al piano regolatore della spiaggia di Viareggio e al concorso nazionale per il piano regolatore di Belluno, con Arnaldo Degli Innocenti.
Nel 1937 vince il concorso nazionale per architetti da destinare all'Albania e così, nel settembre del 1939, viene invitato dal Ministero degli esteri a far parte dell'Ufficio centrale per l'edilizia e l'urbanistica dell'Albania, dove ha l'incarico di progettare i piani regolatori delle città di Tirana, Elbasan e Coriza. Nel 1940 si sposa con Flora Firmani, dalla quale ha tre figlie, nel frattempo diviene membro della Commissione centrale per l'edilizia e l'urbanistica dell'Albania realizzando piani di massima delle suddette città nel triennio 1939-1941. Nel 1941 il governo albanese, al fine di portare a compimento i piani regolatori e curarne la realizzazione pratica, chiede al governo italiano la continuazione dell'ufficio con fondi del governo albanese. In questo secondo periodo Lambertini completa e consegna per l'approvazione i piani definitivi di Tirana e di Elbasan (quello di Corizia doveva consegnarlo nel giugno del 1944), diviene architetto del VAKUF albanese per il restauro e il ripristino dei monumenti romani, bizantini e medievali adibiti a moschee, nonché architetto onorario delle Comunità musulmane. In quegli anni progetta e attua la sede del Banco di Napoli a Tirana, l'Istituto Poligrafico dello Stato albanese, il giardino e il parco della ex Villa Reale di Tirana, le case per gli impiegati a Tirana, la Villa Bej Sabri a Tirana, restaura la moschea vecchia di Elbasan. Per il suo lavoro gli viene anche conferita la medaglia dell'Ordine di Skanderbeg.
Nell'estate del 1943, rientra in Italia in licenza e a seguito degli eventi bellici, non fa più ritorno in Albania. Dal 1944 al 1948 presta servizio quale architetto avventizio presso l'ufficio del Genio civile di Firenze, capo sezione per i lavori di primo intervento e ricostruzione per le zone del Mugello e Val di Bisenzio. Progettista e direttore dei lavori di case per senza tetto, scuole, municipi, caserme, chiese, acquedotti, fognature, ponti, poi capo ufficio studi e progetti del Genio Civile di Firenze. Dal 1948 è in servizio quale architetto urbanista presso il Provveditorato opere pubbliche per la Toscana in qualità di capo servizio per l'edilizia e capo della sezione Urbanistica e dal 1952 al 1954 viene incaricato dal Ministero dei lavori pubblici di dirigere anche la sezione Urbanistica dell'Umbria.
Tra i progetti e incarichi svolti nel corso degli anni ha partecipato ai primi studi per la formazione dei piani intercomunali e piani comprensoriali in Toscana ed è stato membro della Commissione consultiva per la formazione del piano territoriale della Toscana; incaricato dal Ministero dei lavori pubblici per la direzione artistica e tecnica dei lavori di ricostruzione del Palazzo di Giustizia, Palazzo Pretorio, del Collegio Timpano e dell'Istituto di Chimica farmaceutica di Pisa; coordinatore del gruppo di studio per la formazione del piano territoriale dell'isola d'Elba; nel 1952 viene promosso ingegnere capo, successivamente vince il concorso nazionale per la ricostruzione della chiesa di San Bartolomeo a Prato, una grande opera che lo porterà a progettare o ristrutturare altre chiese in Toscana, come la chiesa di San Pietro a Galciana e di San Rainieri a Guasticce. Nel 1972 è promosso ispettore generale e due anni dopo viene collocato a riposo con decorrenza 20 marzo 1974.
Muore a Firenze il 15 aprile 1990.